# لودريتز
لودريتز (بالإنجليزية: Lüderitz)‏ هي مدينة، ومستوطنة، تتبع ǃNamiǂNûs Constituency ‏، بلغ عدد سكانها 12٬537 نسمة.

## المناخ
يظهر الجدول التالي التغييرات المناخية على مدار السنة للودريتز:
| البيانات المناخية لـلودريتز        | البيانات المناخية لـلودريتز | البيانات المناخية لـلودريتز | البيانات المناخية لـلودريتز | البيانات المناخية لـلودريتز | البيانات المناخية لـلودريتز | البيانات المناخية لـلودريتز | البيانات المناخية لـلودريتز | البيانات المناخية لـلودريتز | البيانات المناخية لـلودريتز | البيانات المناخية لـلودريتز | البيانات المناخية لـلودريتز | البيانات المناخية لـلودريتز | البيانات المناخية لـلودريتز |
| الشهر                              | يناير                       | فبراير                      | مارس                        | أبريل                       | مايو                        | يونيو                       | يوليو                       | أغسطس                       | سبتمبر                      | أكتوبر                      | نوفمبر                      | ديسمبر                      | المعدل السنوي               |
| ---------------------------------- | --------------------------- | --------------------------- | --------------------------- | --------------------------- | --------------------------- | --------------------------- | --------------------------- | --------------------------- | --------------------------- | --------------------------- | --------------------------- | --------------------------- | --------------------------- |
| الدرجة القصوى °م (°ف)              | 32.5 (90.5)                 | 30.0 (86.0)                 | 34.1 (93.4)                 | 36.5 (97.7)                 | 33.0 (91.4)                 | 31.6 (88.9)                 | 30.7 (87.3)                 | 33.0 (91.4)                 | 35.1 (95.2)                 | 35.0 (95.0)                 | 37.5 (99.5)                 | 30.6 (87.1)                 | 37.5 (99.5)                 |
| متوسط درجة الحرارة الكبرى °م (°ف)  | 21.4 (70.5)                 | 21.3 (70.3)                 | 21.1 (70.0)                 | 19.9 (67.8)                 | 19.2 (66.6)                 | 19.0 (66.2)                 | 17.9 (64.2)                 | 17.2 (63.0)                 | 17.3 (63.1)                 | 18.0 (64.4)                 | 19.2 (66.6)                 | 20.5 (68.9)                 | 19.3 (66.7)                 |
| المتوسط اليومي °م (°ف)             | 17.7 (63.9)                 | 17.8 (64.0)                 | 17.4 (63.3)                 | 16.3 (61.3)                 | 15.5 (59.9)                 | 15.1 (59.2)                 | 14.1 (57.4)                 | 13.7 (56.7)                 | 13.9 (57.0)                 | 14.7 (58.5)                 | 15.8 (60.4)                 | 17.0 (62.6)                 | 15.7 (60.3)                 |
| متوسط درجة الحرارة الصغرى °م (°ف)  | 14.0 (57.2)                 | 14.3 (57.7)                 | 13.8 (56.8)                 | 12.6 (54.7)                 | 11.7 (53.1)                 | 11.2 (52.2)                 | 10.4 (50.7)                 | 10.2 (50.4)                 | 10.5 (50.9)                 | 11.4 (52.5)                 | 12.3 (54.1)                 | 13.5 (56.3)                 | 12.1 (53.8)                 |
| أدنى درجة حرارة °م (°ف)            | 5.5 (41.9)                  | 5.0 (41.0)                  | 6.0 (42.8)                  | 5.5 (41.9)                  | 3.3 (37.9)                  | 0.2 (32.4)                  | 3.0 (37.4)                  | 4.8 (40.6)                  | 3.4 (38.1)                  | 3.4 (38.1)                  | 4.9 (40.8)                  | 3.9 (39.0)                  | 0.2 (32.4)                  |
| الهطول مم (إنش)                    | 0 (0)                       | 1 (0.0)                     | 2 (0.1)                     | 2 (0.1)                     | 3 (0.1)                     | 3 (0.1)                     | 1 (0.0)                     | 2 (0.1)                     | 1 (0.0)                     | 0 (0)                       | 0 (0)                       | 0 (0)                       | 17 (0.7)                    |
| متوسط أيام هطول الأمطار (≥ 0.1 mm) | 1.0                         | 1.0                         | 1.0                         | 0.9                         | 1.4                         | 1.4                         | 1.0                         | 0.7                         | 0.5                         | 0.5                         | 0.5                         | 0.7                         | 10.6                        |
| متوسط الرطوبة النسبية (%)          | 82                          | 81                          | 82                          | 80                          | 79                          | 72                          | 74                          | 78                          | 80                          | 80                          | 80                          | 80                          | 79                          |
| ساعات سطوع الشمس الشهرية           | 198.4                       | 203.4                       | 257.3                       | 216.0                       | 213.9                       | 144.0                       | 170.5                       | 201.5                       | 216.0                       | 201.5                       | 189.0                       | 176.7                       | 2٬388٫2                     |
| ساعات سطوع الشمس اليومية           | 6.4                         | 7.2                         | 8.3                         | 7.2                         | 6.9                         | 4.8                         | 5.5                         | 6.5                         | 7.2                         | 6.5                         | 6.3                         | 5.7                         | 6.5                         |
| المصدر: الأرصاد الجوية الألمانية   |                             |                             |                             |                             |                             |                             |                             |                             |                             |                             |                             |                             |                             |